# Caleao
Caleao (Caliao en asturiano y oficialmente) es una parroquia del concejo de Caso, en el Principado de Asturias. Tiene una población de 167 habitantes (INE 2009) repartidos en 154 viviendas y 49,97 km². Se encuentra a una altitud de 717 metros. Está situado a 11 km de la capital del concejo, Campo de Caso. Su templo parroquial está dedicado a Santa Cruz de la Real y cuenta con otra pequeña capilla dedicada a San Antonio Abad.

## Entidades de población
- Caleao (Caliao, aldea)

### Sitios
- El Balséu
- La Braña Uxil
- La Braña Vieya
- La Cabritera
- Les Cases d’Abaxu
- Los Collaos
- El Cotu
- La Encruceyada
- Les Felguerines
- Fresnéu
- La Fresnosa
- Los Oyancos
- Pandefresnu
- Prendeoriu
- Riafresnu
- La Vega’l Cándanu

## Hijos célebres
- Miguel Traviesas, civilista. Catedrático de la Universidad de Oviedo